# Ana Burgos Acuña
Ana Burgos Acuña (Madrid, 26 de diciembre de 1967) es una deportista española que compitió en triatlón, acuatlón y duatlón. Fue subcampeona en el Mundial de Triatlón de Larga Distancia y en el Mundial de Acuatlón, y campeona del Europeo de Triatlón y del Europeo de Duatlón.

## Trayectoria
Ganó dos medallas en el Campeonato Mundial de Triatlón por Relevos, plata en 2003 y bronce en 2006, y dos medallas en el Campeonato Europeo de Triatlón, oro en 2003 y plata en 2005. Participó en dos Juegos Olímpicos de Verano, ocupando el séptimo lugar en Atenas 2004 y el 20º lugar en Pekín 2008.
En triatlón de larga distancia consiguió una medalla de plata en el Campeonato Mundial de 2003. En acuatlón obtuvo una medalla de plata en el Campeonato Mundial de 2000. En duatlón ganó dos medallas de bronce en el Campeonato Mundial, en los años 2008 y 2009, y tres medallas en el Campeonato Europeo entre los años 2004 y 2006.
Tras 14 años dedicada al triatlón profesionalmente, anunció su retirada en mayo de 2013, con 45 años. A pesar de su retirada siguió compitiendo y en 2015 logró el subcampeonato de España en triatlón por relevos celebrado en Oropesa del Mar, formando equipo junto a Sara Pérez Sala y Sonia Bejarano.

## Palmarés internacional
| Campeonato Mundial por Relevos | Campeonato Mundial por Relevos | Campeonato Mundial por Relevos | Campeonato Mundial por Relevos |
| Año                            | Lugar                          | Medalla                        | Prueba                         |
| ------------------------------ | ------------------------------ | ------------------------------ | ------------------------------ |
| 2003                           | Tiszaújváros (Hungría)         | Medalla de plata               | Relevos                        |
| 2006                           | Cancún (México)                | Medalla de bronce              | Relevos                        |
| Campeonato Europeo             |                                |                                |                                |
| Año                            | Lugar                          | Medalla                        | Prueba                         |
| 2003                           | Karlovy Vary (República Checa) | Medalla de oro                 | Individual                     |
| 2005                           | Lausana (Suiza)                | Medalla de plata               | Individual                     |

| Campeonato Mundial | Campeonato Mundial | Campeonato Mundial | Campeonato Mundial |
| Año                | Lugar              | Medalla            | Prueba             |
| ------------------ | ------------------ | ------------------ | ------------------ |
| 2003               | Ibiza (España)     | Medalla de plata   | Individual         |

| Campeonato Mundial | Campeonato Mundial | Campeonato Mundial | Campeonato Mundial |
| Año                | Lugar              | Medalla            | Prueba             |
| ------------------ | ------------------ | ------------------ | ------------------ |
| 2000               | Cancún (México)    | Medalla de plata   | Individual         |

| Campeonato Mundial | Campeonato Mundial       | Campeonato Mundial | Campeonato Mundial |
| Año                | Lugar                    | Medalla            | Prueba             |
| ------------------ | ------------------------ | ------------------ | ------------------ |
| 2008               | Rímini (Italia)          | Medalla de bronce  | Individual         |
| 2009               | Concord (Estados Unidos) | Medalla de bronce  | Individual         |
| Campeonato Europeo |                          |                    |                    |
| Año                | Lugar                    | Medalla            | Prueba             |
| 2004               | Swansea (Reino Unido)    | Medalla de oro     | Individual         |
| 2005               | Debrecen (Hungría)       | Medalla de plata   | Individual         |
| 2006               | Rímini (Italia)          | Medalla de plata   | Individual         |